# 蓋塔拉窪地
蓋塔拉窪地（阿拉伯语：‎ Munḫafaḍ al-Qaṭṭārah）是一个位于埃及西北部马特鲁省的盆地。这个盆地属于埃及西部沙漠的一部分。
蓋塔拉窪地位于海平面以下，表面覆盖着盐盘、沙丘和盐沼，位置在北纬28°35'至30°25'和东经26°20'至29°02'之间。
蓋塔拉窪地是由盐风化和风蚀的相互作用而形成的。在盆地以西约20公里处，是埃及的锡瓦绿洲和利比亚的Jaghbub绿洲，这两个绿洲也是盆地，只是面积要小一些。
蓋塔拉窪地的最低点低于海平面133米，属于非洲第二低的地点，最低点是位于吉布提的阿萨勒湖。盆地的面积有19605平方公里，和安大略湖面积相当，是黎巴嫩面积的2倍。因为它的总容量大并且靠近地中海，有一些研究探讨了用此来发电的潜能。

## 地理

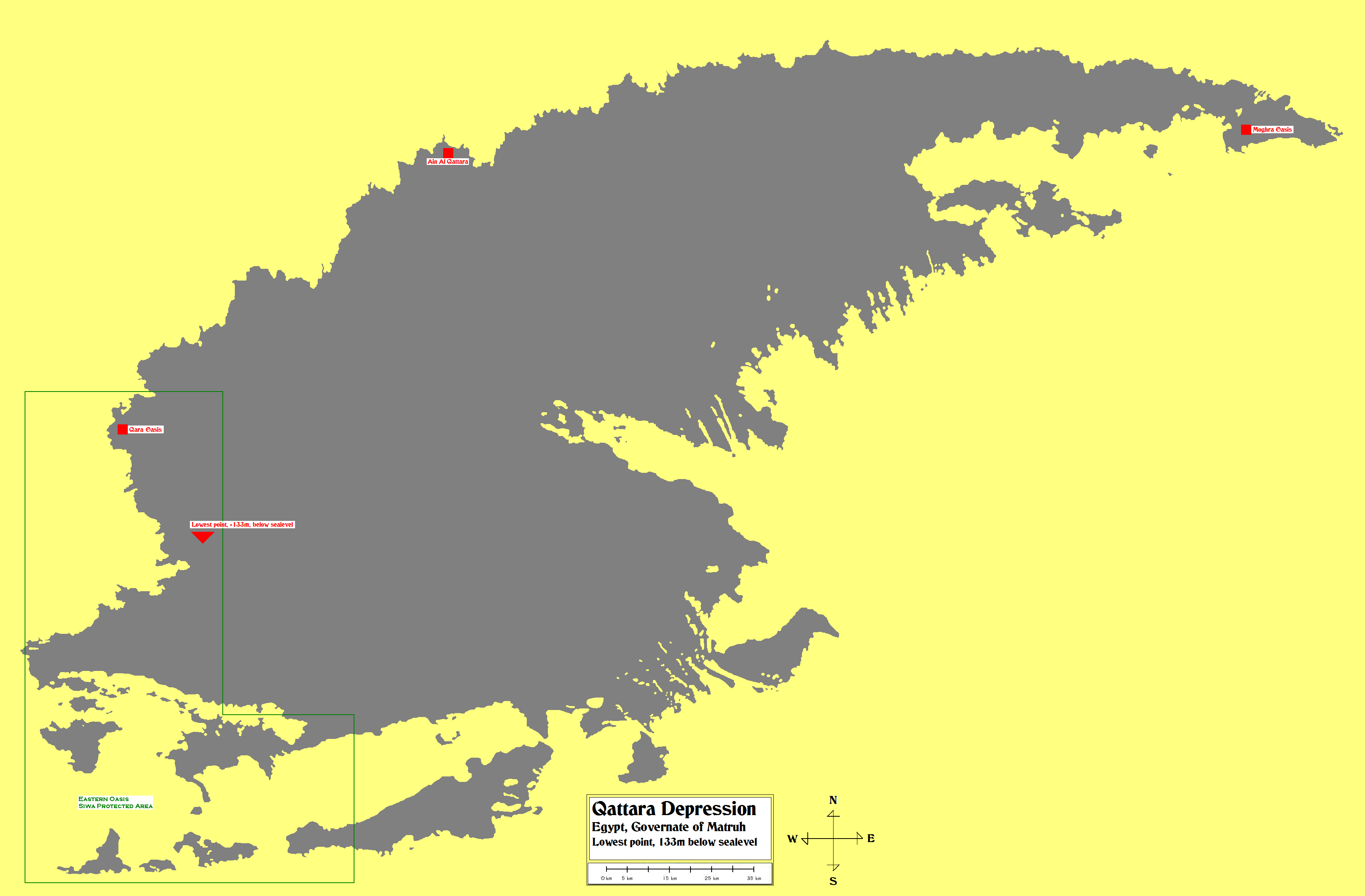
蓋塔拉窪地地图
左下边界: 28°36'30.74"N 26°14'31.08"E.
右上边界: 30°31'1.74"N 29° 8'51.83"E.

蓋塔拉窪地有着类似泪珠一样的形状，尖部朝东，大部分地区位于西南部。北部盆地的特征是陡峭的悬崖，高度可达280米，边界与El Diffa高原接壤。南部盆地则慢慢的向上直到埃及大沙海。
盆地里面有盐沼地，位于西北和北部的断崖边缘，广阔的干湖偶尔会泛滥。尽管风沙侵蚀了某些地区，沼泽还是占据了大概300平方公里的土地。大概四分之一的地区被干涸的湖泊占据，其中混杂着硬壳和粘泥，偶尔会有水。
盆地是在新近纪晚期由风或河流侵蚀形成的雏形，但在第四纪主要是由盐风化和风蚀的共同作用。首先，盐打破盆地的表层，然后风吹走形成沙子。因为地下水盐度较低，这个作用对东部盆地效果差一些。

## 生态

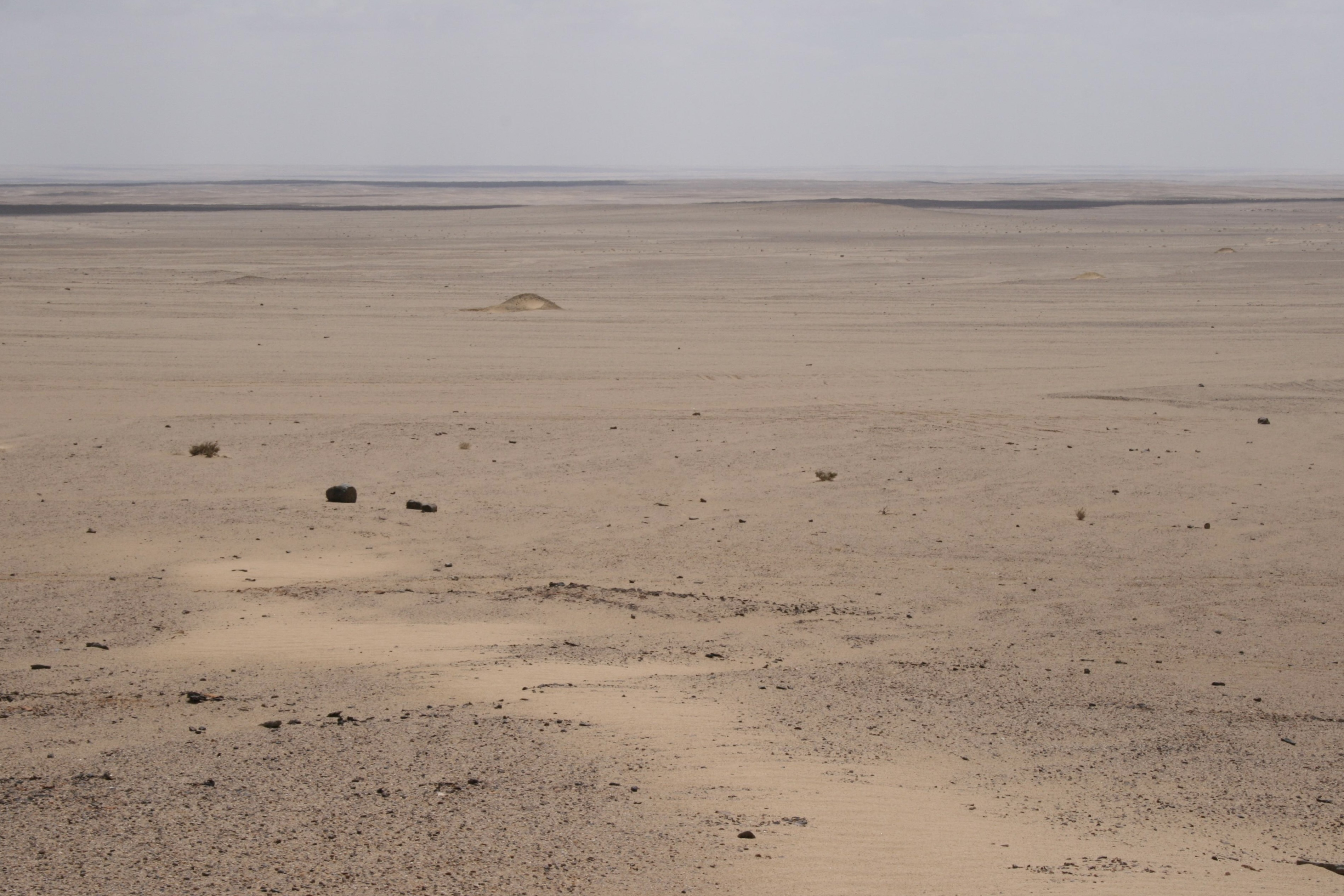
蓋塔拉窪地

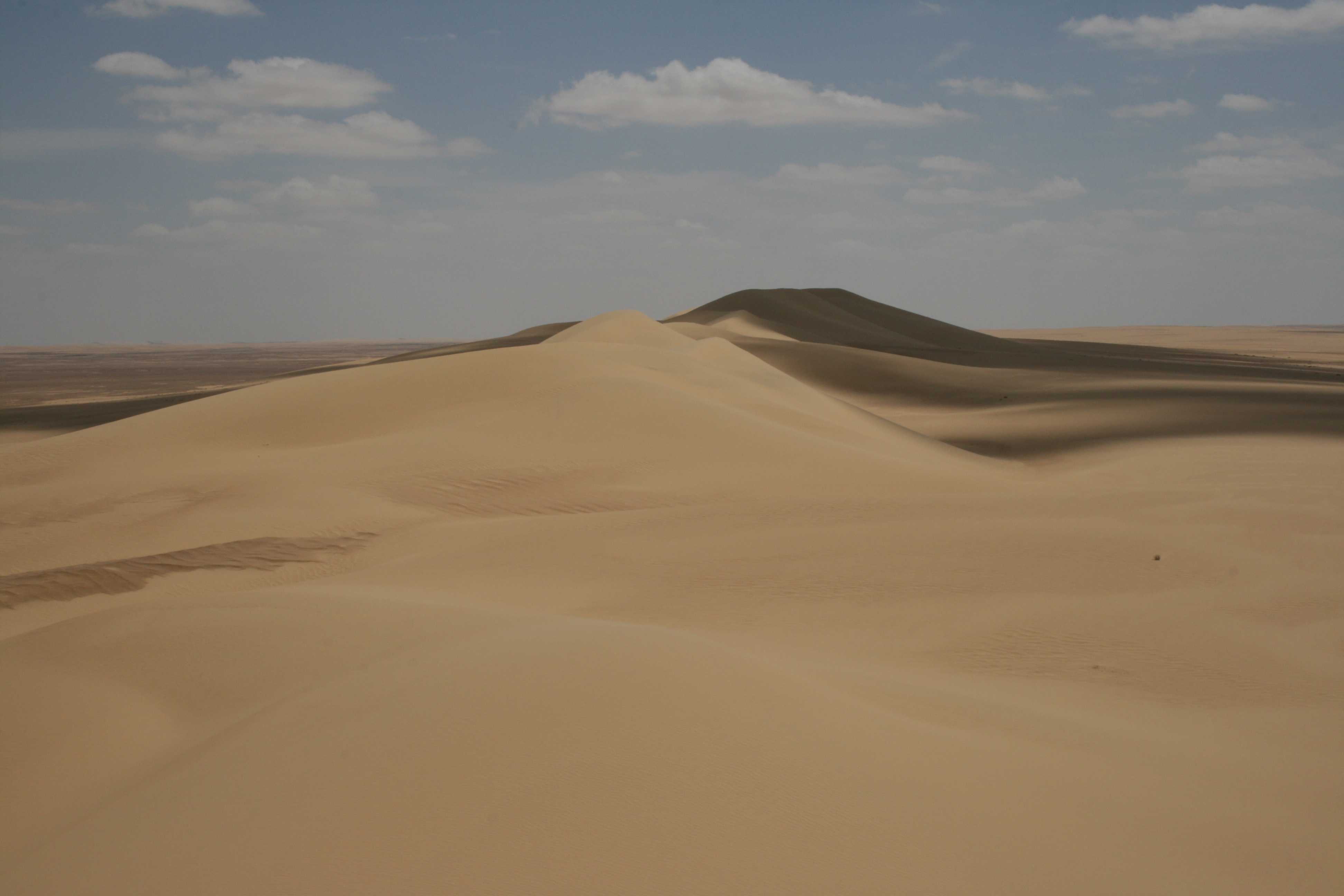
蓋塔拉窪地的沙丘

芦苇沼泽代表该地唯一的永久植被，这里的金合欢树具有很大的生物学上的差异，依靠降雨形成的径流和地下水生存。盆地东北部的莫格拉绿洲有一个面积为4平方公里的咸水湖和一个芦苇沼泽。
盆地的西南角是锡瓦保护区(Siwa Protected Area)的一部分，保护了锡瓦绿洲及其周围的野生绿洲。
盆地是猎豹的重要栖息地，近期被观测到出现最多的是在盆地的北部、西部和西北部地区，包括高度孤立的Ain EI Qattara和Ein EI Ghazzalat野生绿洲，盆地内外都分布有金合欢树。
瞪羚也栖息在蓋塔拉窪地，是猎豹的重要食物来源。盆地西南部的瞪羚数量最多，那里有一片广阔的湿地和软沙。面积是900平方公里，包括Hatiyat Tabaghbagh和Hatiyat Umm Kitabain野生绿洲，那里有湖泊、盐沼、灌木丛、野棕榈树林和哈尔法草(Desmostachya bipinnata)为主的草原。

## 气候
蓋塔拉窪地的气候是非常干旱的，北部边缘年降雨量在25-50毫米之间，南部盆地甚至少于25毫米。夏季白天平均温度为36.2°C，冬季是6.2°C。这里盛行东北风和西风，这导致尼罗河谷和蓋塔拉窪地之间形成的西部沙漠沙丘。最高风速出现在三月，速度可达41.4公里/小时，12月的风速最小，为11.5公里/小时，平均风速为18-21.6公里/小时。每年的3月和5月间有几天从南部吹来的坎辛风带来了高温以及沙尘。

## 土地使用
蓋塔拉窪地有一个叫黑绿洲的永久定居点，绿洲位于盆地西部，大概有300人居住。盆地还居住着游牧贝都因人以及他们的羊群，无人居住的莫格拉绿洲在干旱季节非常重要。
一些公司在蓋塔拉窪地拥有石油开采权并且有一些正在开采的油田，开采的公司包括荷兰皇家壳牌和阿帕奇公司。

## 进一步阅读
- Annotations. Central University Libraries at Southern Methodist University. Vol. VI, No. 1, Spring 2004.
- Bagnold, R.A. 1931. Journeys in the Libyan Desert, 1929 and 1930. The Geographical Journal 78(1): 13-39; (6):524-533.
- Bagnold, R.A. 1933. A further journey through the Libyan Desert. The Geographical Journal 82(2): 103-129; (3): 211-213, 226-235.
- Bagnold, R.A. 1935. Libyan Sands: Travel in a Dead World. Travel Book Club, London. 351 p.
- Bagnold, R.A. . Scientific American. 1939, 161 (5): 261–263. doi:10.1038/scientificamerican1139-261.
- Eizel-Din, M. A.; Khalil, M. B. . International Water Power and Dam Construction. 2006, 58 (10): 32–36.
- Hassanein Bey, A.M. . The National Geographic Magazine. 1924, 46 (3): 233–277  [2019-01-21]. （原始内容存档于2011-10-25）.
- Ramsar Sites Information Service (RSIS). Egypt. Accessed 21 August 2011.
- Rohlfs G. 1875. Drei Monate in der Libyschen Wüste (Three Months in the Libyan Desert). Verlag von Theodor Fischer, Cassel. 340 p.
- Saint-Exupéry, A. de. 1940. Wind, Sand and Stars. Harcourt, Brace & Co, New York.
- Scott, C. 2000. Sahara Overland: A Route and Planning Guide. Trailblazer Publications. 544 p. ISBN 978-1-873756-76-8.
- Zittel, K.A. von. 1875. Briefe aus der libyschen Wüste (Letters from the Libyan Desert). München.